# بخش گوالگوای
بخش گوالگوای (به اسپانیایی: Departamento Gualeguay) یک منطقهٔ مسکونی در آرژانتین است که در استان انتره ریوس واقع شده‌است.